# Macrolepiota procera

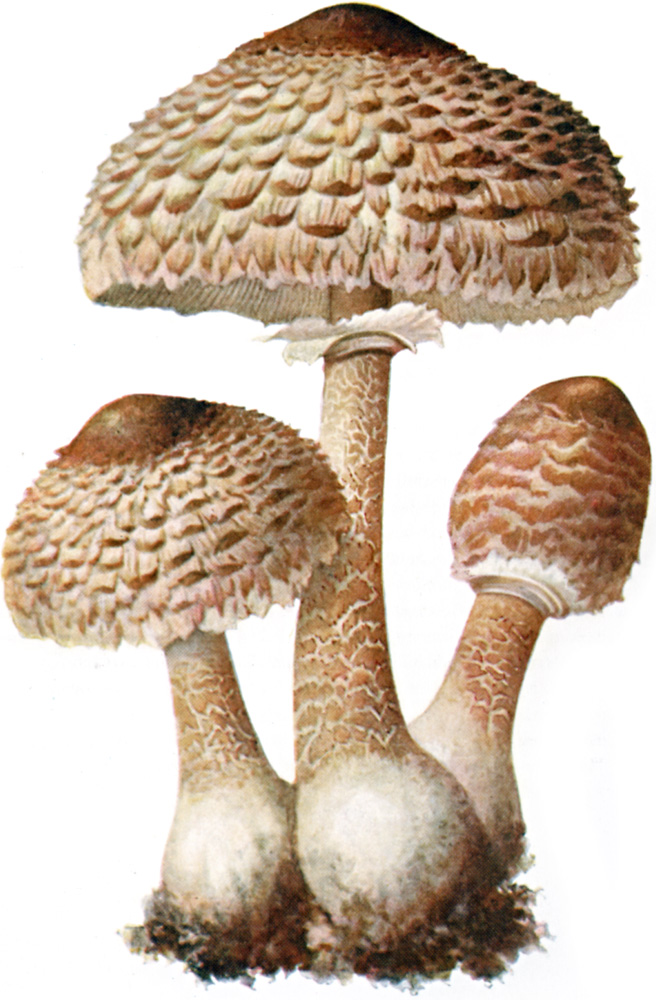
Macrolepiota procera

Macrolepiota procera hay Lepiota procera là một loài nấm với quả thể giống chiếc lọng nổi bật. Đây là loài khá phổ biến ở các vùng đất có nhiều nước. Chúng mọc đơn lẻ hoặc thành nhóm và tiên hoàn trong các bãi cỏ và đôi khi ở các rừng cây gỗ. Trên toàn cầu, loài này mọc khắp ở các khu vực ôn đới.
Loài này được mô tả lần đầu năm 1772 bởi nhà tự nhiên học Tylorea Giovanni Antonio Scopoli, ông đặt tên loài là Agaricus procerus. Rolf Singer đã chuyển loài này vào chi Macrolepiota trong năm 1948.

## Thư viện ảnh

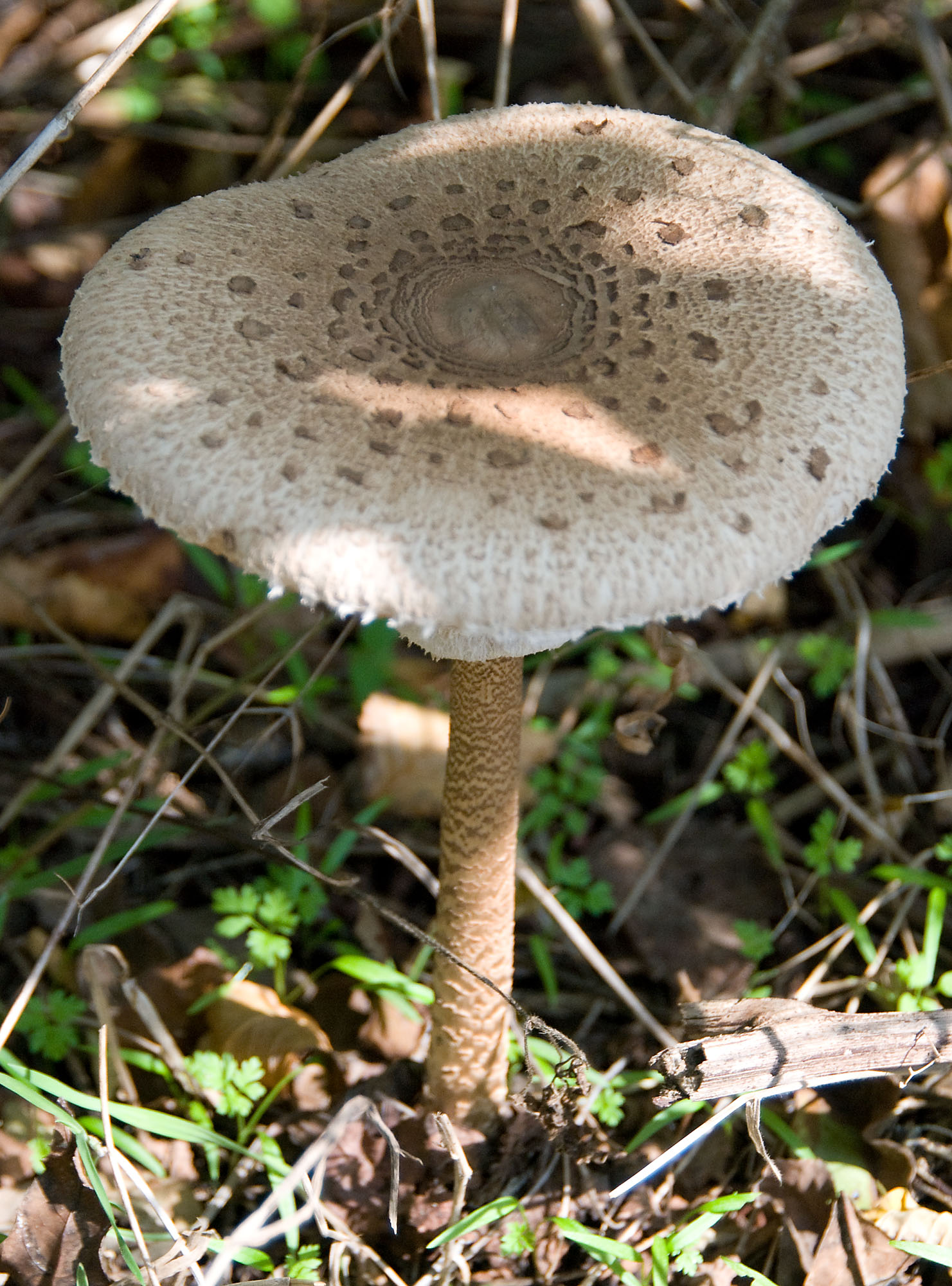
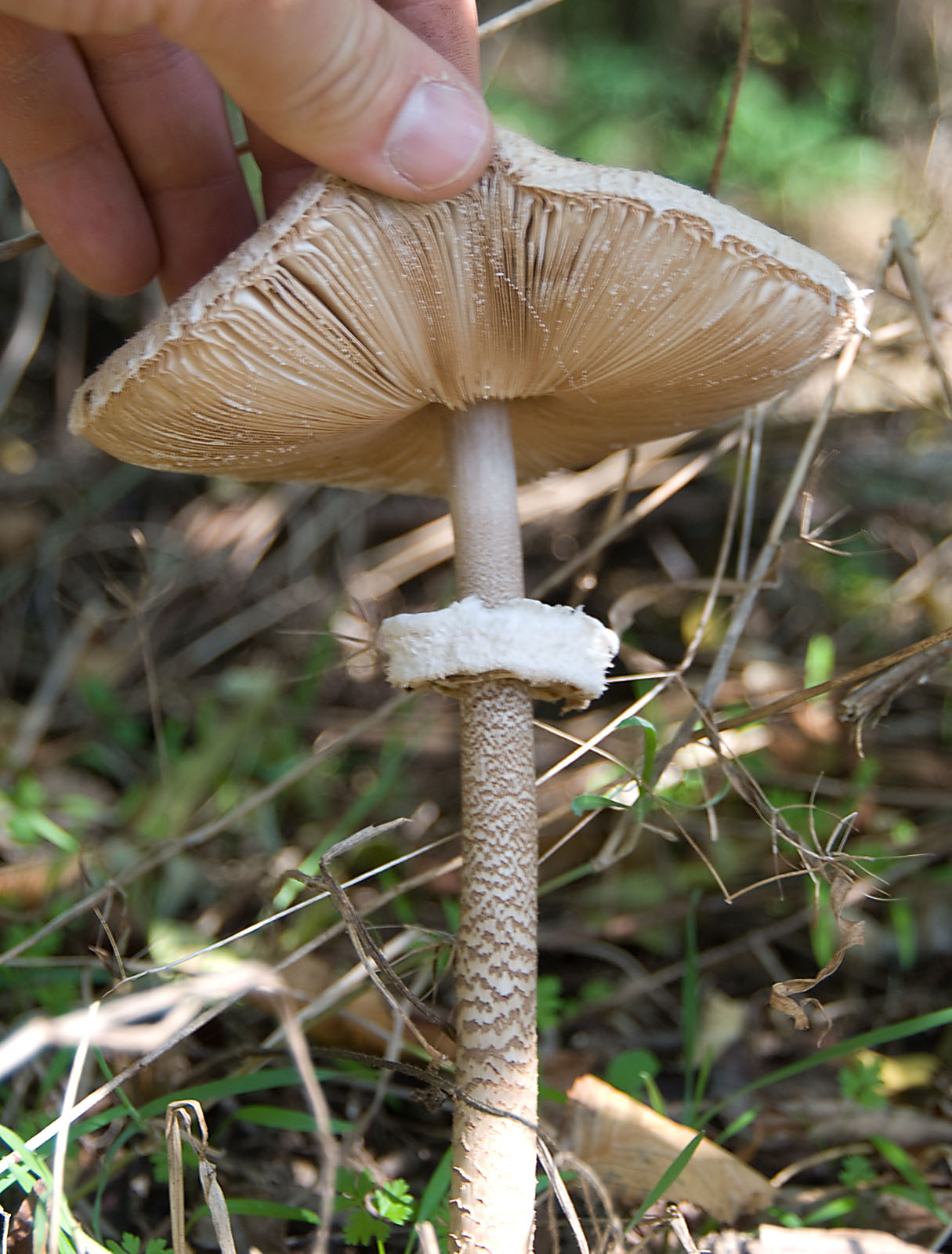
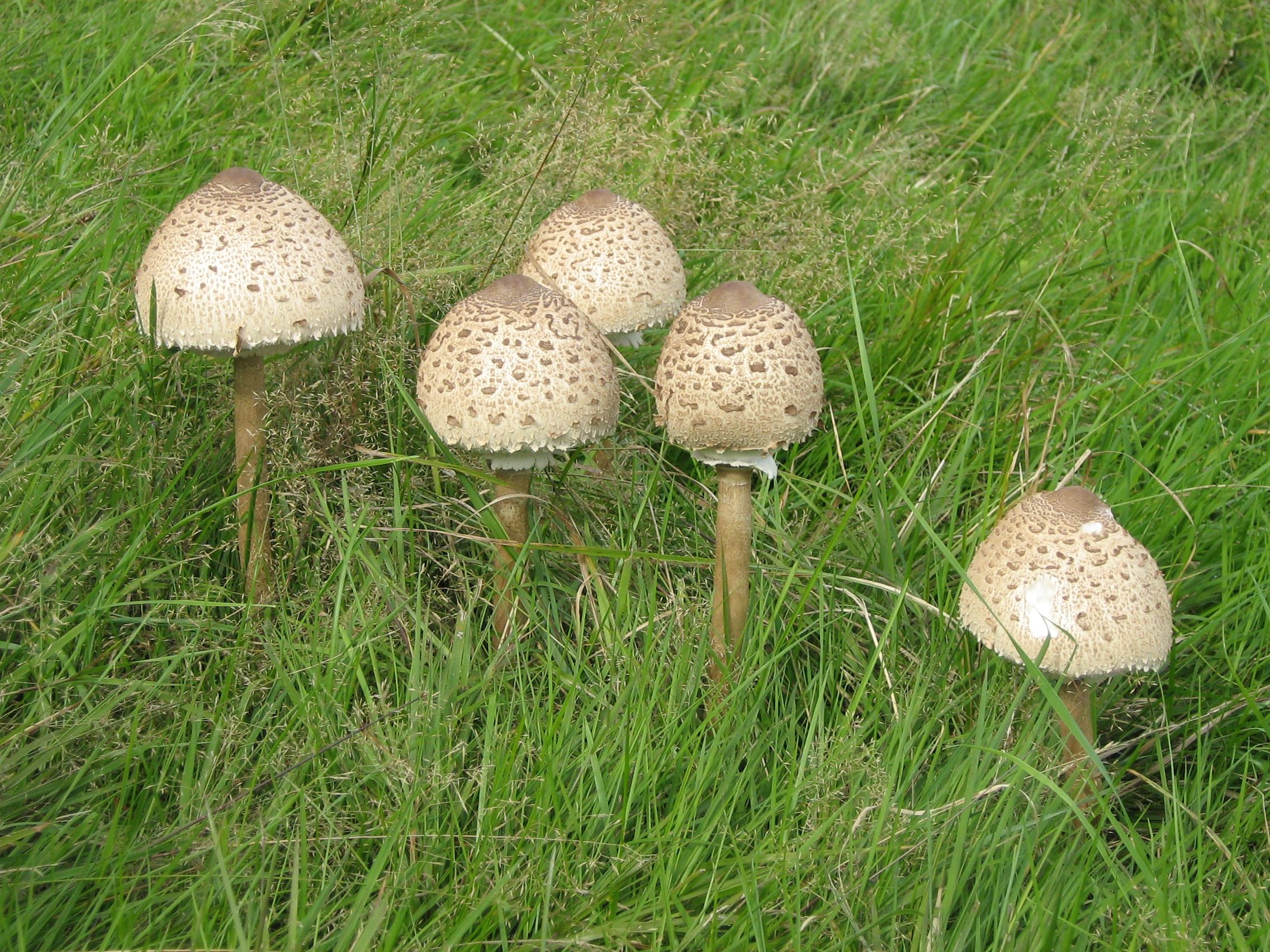
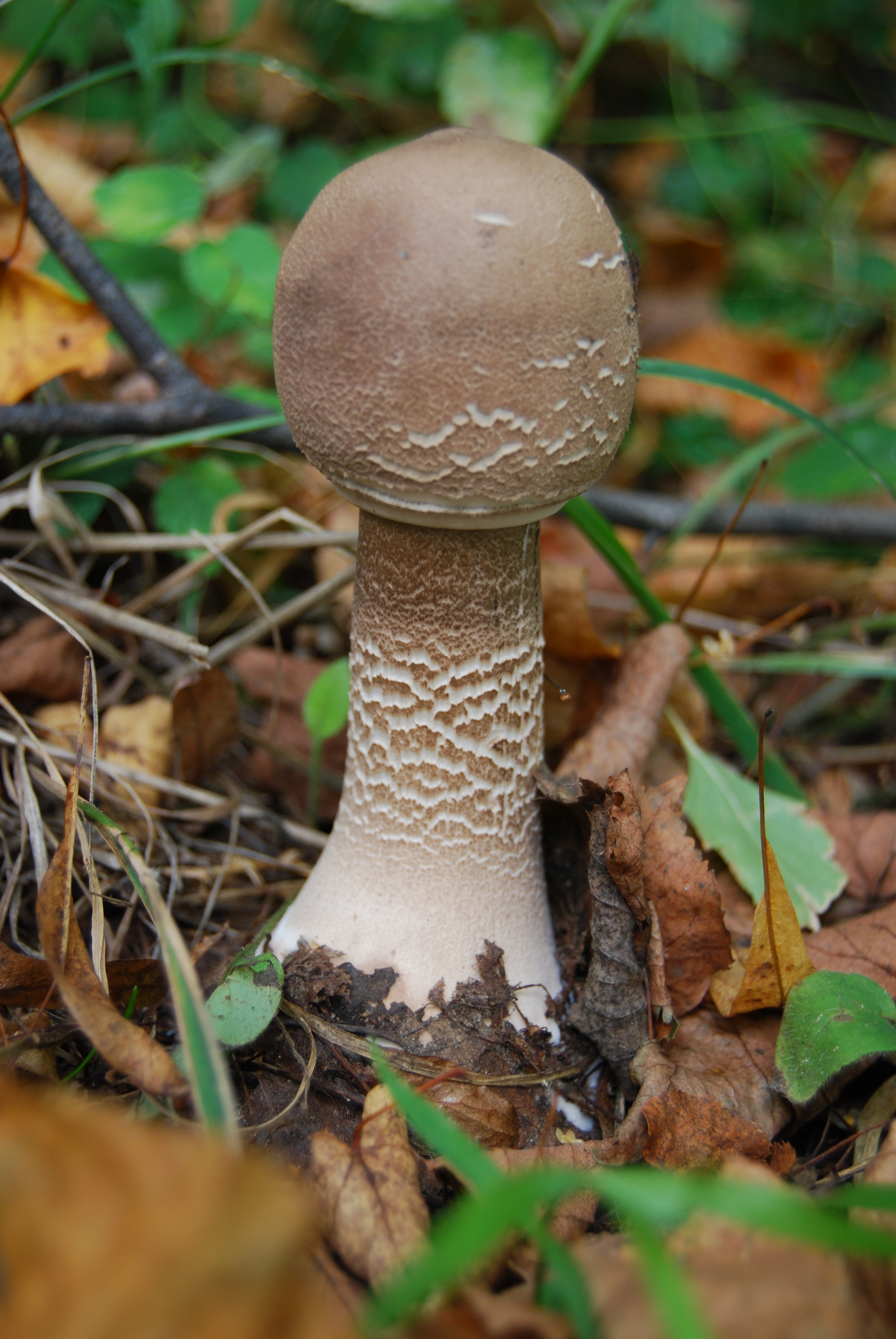
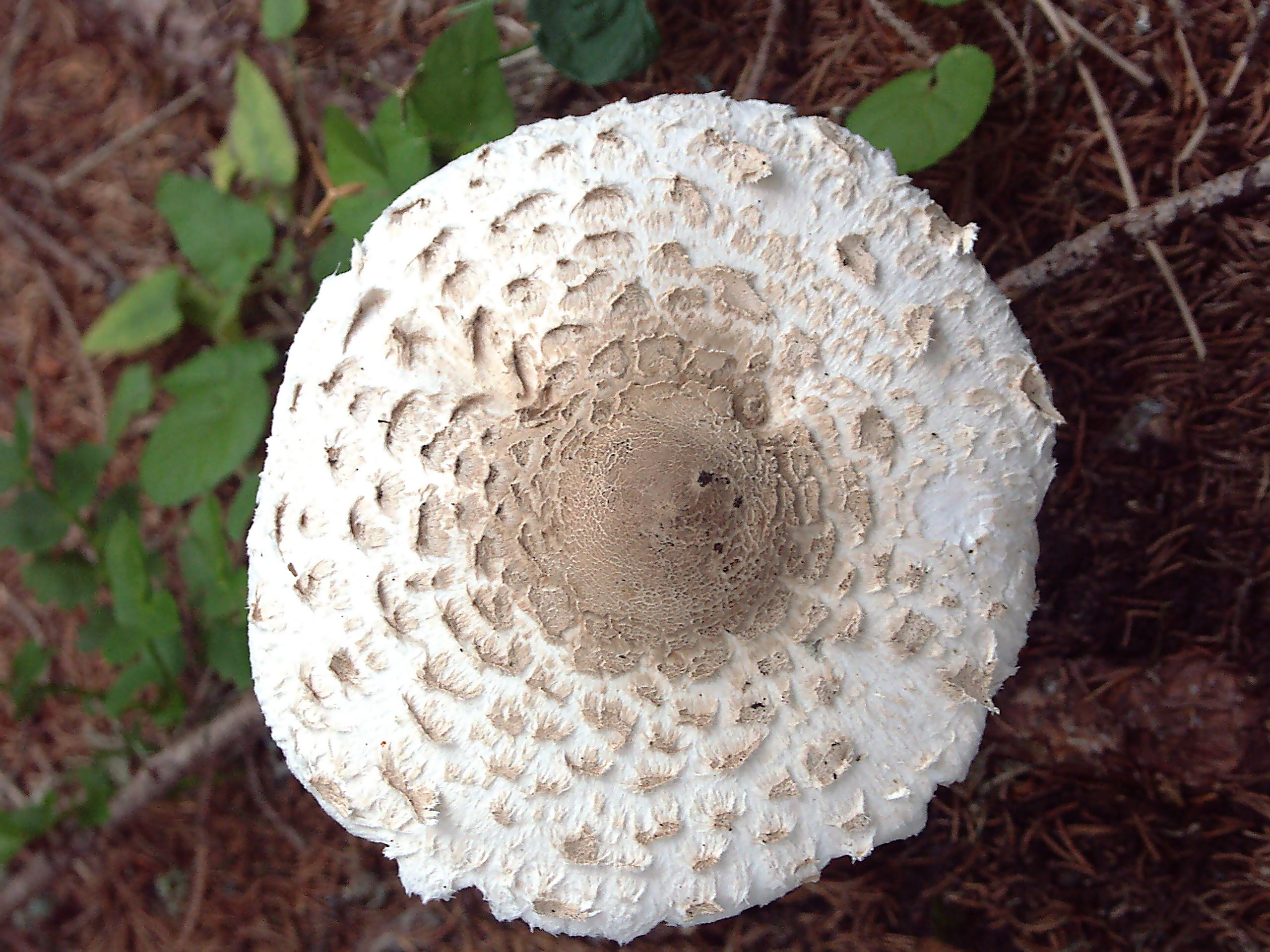
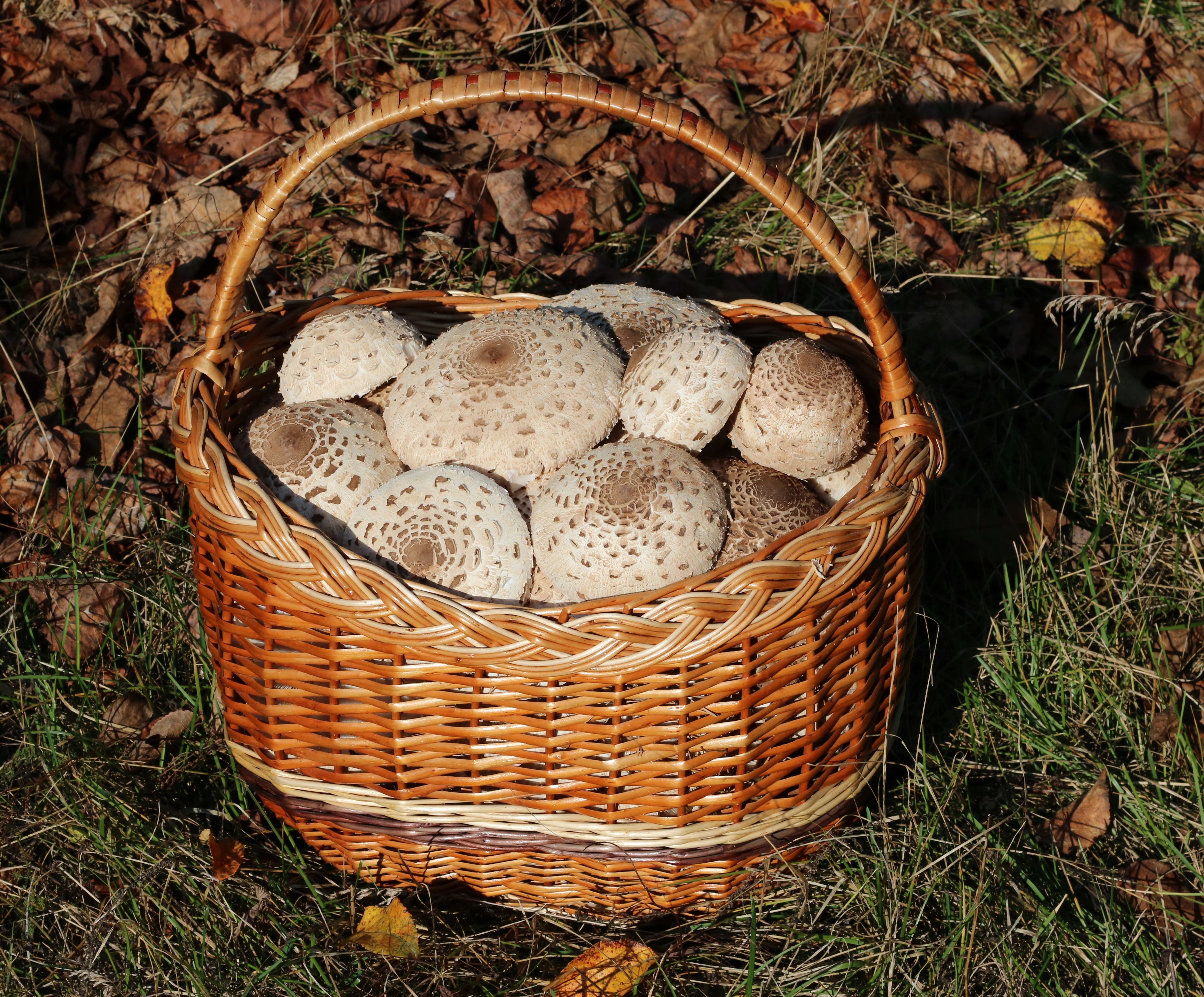
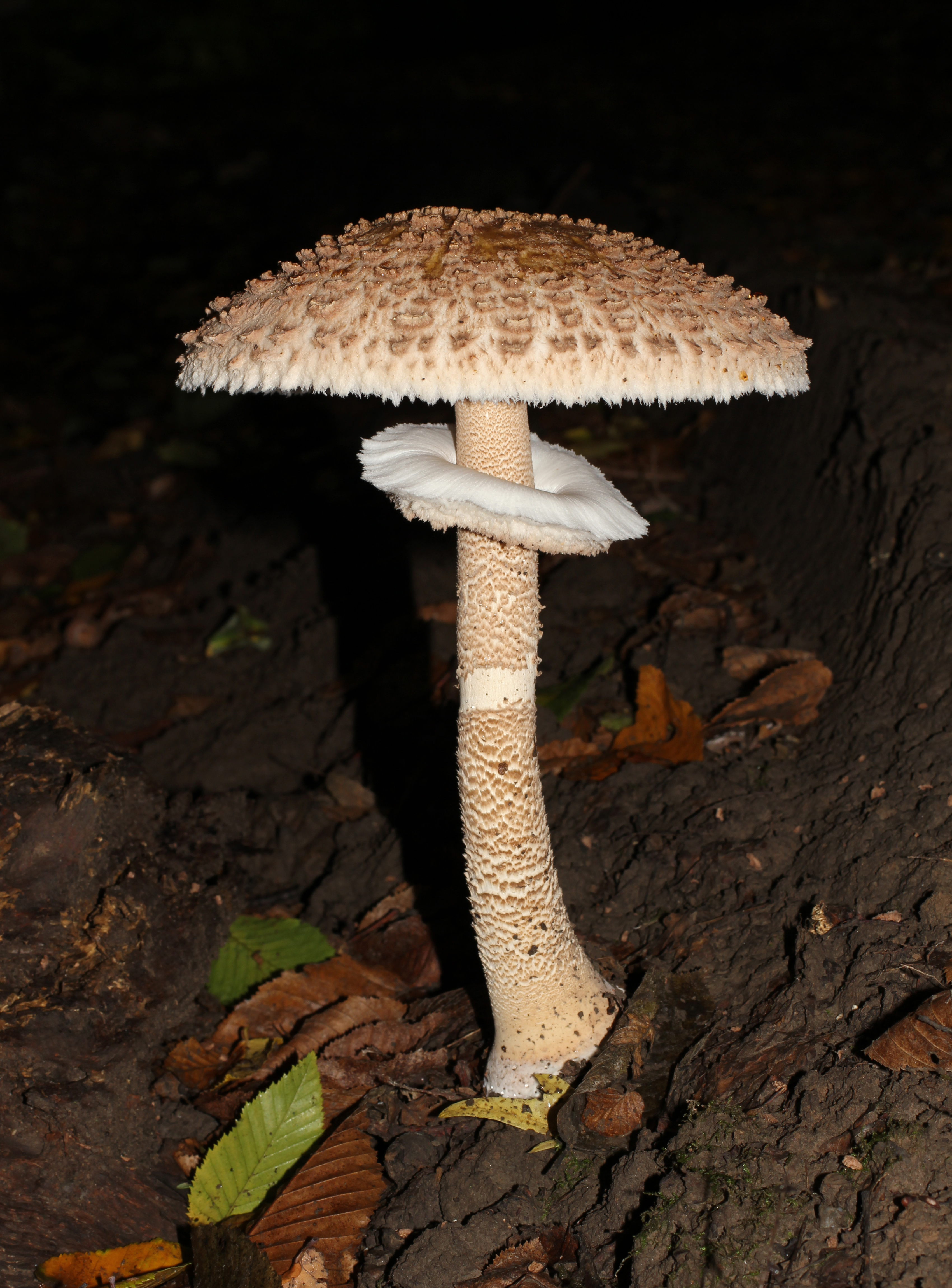